# Pink Panther and Sons
La pantera rosa y sus hijos (siendo su título original Pink Panther and Sons) es una serie animada de televisión producida por Hanna-Barbera Productions y MGM/UA Television, y transmitida en 2 temporadas de 1984 a 1985, teniendo como personajes principales a los dos niños que componen la descendencia del personaje clásico, la Pantera Rosa.

## Trama
En adición a la serie original ahora tenemos a algunos nuevos personajes los cuales incluyen a Pinky y su hermano menor Panky los miembros de "las panteras Arcoiris" son Chatta, una chica romántica, Rocko, un atleta joven, Murfiel (quien es un poco dormilón y lento), Annie la chica valiente y Punkin el chico misterioso.
No obstante también tenemos a los antagonistas quienes son Liona, una chica enojona y mayor y el malvado Finko y su asistente no menos importante Howl. 
Todos estos personajes junto a la pantera rosa pasan un sinfín de aventuras y situaciones de las cuales salen siempre airosos.

## Personajes
Puede decirse que los personajes se agrupan en dos pandillas:

### Las Panteras Arcoíris
Las Panteras Arcoíris buscan hacer de su vecindario un lugar mejor para jugar y disfrutar la vida, sus Miembros son:

### Pinky
Pinky es el hijo mayor de la pantera rosa, es una pantera  sofisticada, en lo que concierne es un poco similar a su padre, Líder de las panteras arcoíris, fuera del Grupo generalmente Termina en situaciones un poco embarazosas pero siempre sale airoso de este tipo de dilemas, no deja de cuidar a su hermano menor Panky, él está enamorado de Chatta.

### Panky
Panky Es el más joven del Grupo y es el hermano menor de Pinky. Su pañal no está atado correctamente así que siempre se le ve sujetándolo para que no se caiga donde quiera que vaya, desde que es todavía un infante menor se le considera un poco incorregible.

### Chatta
Chatta es una pantera chica Púrpura que ha desarrollado un sentimiento hacia Pinky e inclusive trata de impresionarlo, ella tiene como rival a Liona quien es parte de la pandilla rival, ambas pelean por ganar el afecto de Pinky. Annie es la más científica y pensativa del grupo, chatta viene siendo más educada y afecta a la lectura, cuando describe algo lo dice de una manera parecida a como viniese de un diccionario.

### Murfiel
Murfiel es una pantera chico verde que viste una gorra de dormir, generalmente habla en tono nasal, pero el club de las panteras arcoíris entiende lo que dice, mientras que el público a veces no lo llega a entender de manera clara.

### Rocko
Rocko es una pantera chico amarillo experto en atletismo y calistecnia, el siempre viste sus guantes de box como una representación de su personalidad activa y atlética, siendo también un buen amigo.

### Annie
Ella es una pantera chica Anaranjada que viste un overol y un casco de constructor y es la más científica y lista del grupo
así mismo también está interesada por Pinky pero de manera secreta.

### Punkin
Punkin es una pantera chico azul quien en general tiene conocimiento sobre idiomas y es también quien corrige errores en los diálogos de sus amigos, así mismo, también tiene un carácter misterioso pero sin nunca llegar a descuidar a sus amigos.

### La Pantera Rosa
La Pantera Rosa es el padre mudo de Pinky y Panky, su pareja, la madre de sus hijos, nunca apareció o fue mencionada en la serie.
la pantera rosa era el principal atractivo también en este show, por causa de este hecho el aparece en contadas ocasiones para evitar que acaparara la historia, lo cual incomodó a sus fanáticos llevando a este show a su cancelación.

## Los Angeles Gritones

### Finko
Finko es un león líder de Los Ángeles Gritones, también rival de Pinky, y alguna vez fue la niñera de Panky, cuando el salió con Chatta al Cine.

### Howl
Howl es la mano derecha de Finko, el y Biker están con él siempre unidos como una pandilla.

### Liona
Liona es una leona coqueta, sacada como idea a Marilyn Monroe, esta siempre quiere impresionar a los chicos,sobre todo a Pinky, y rara vez lo logra.

## Lista de episodios
| N.º | Título                              | Título en Español Latino           | Escritor                       | Fecha de lanzamiento     |
| --- | ----------------------------------- | ---------------------------------- | ------------------------------ | ------------------------ |
| 1   | "Spinning Wheels"                   | La Gran Carrera                    | Cliff Roberts                  | 8 de septiembre de 1984  |
| 2   | "Pinky at the Bat"                  | Pinky Al Bate                      | Glenn Leopold                  | 8 de septiembre de 1984  |
| 3   | "The Great Bumpo"                   | El Gran Bumpo                      | Jim Ryan                       | 15 de septiembre de 1984 |
| 4   | "Take a Hike"                       | Paseo Por El Bosque                | Lane Raichert                  | 15 de septiembre de 1984 |
| 5   | "Haunted Howlers"                   | La Casa Encantada                  | John Bates                     | 22 de septiembre de 1984 |
| 6   | "Traders of the Lost Bark"          | Cazadores Del Perro Perdido        | Glenn Leopold                  | 22 de septiembre de 1984 |
| 7   | "Pink Enemy #1"                     | Enemigo Público #1                 | Denis Higgins                  | 29 de septiembre de 1984 |
| 8   | "Pink Encounters of the Panky Kind" | Encuentros Cercanos Del Tipo Panky | Glenn Leopold                  | 29 de septiembre de 1984 |
| 9   | "Millionaire Murfel"                | Murfel Millonario                  | John Bates                     | 6 de octubre de 1984     |
| 10  | "The Pursuit of Panky"              | La Persecución de Panky            | Glenn Leopold                  | 6 de octubre de 1984     |
| 11  | "Sitter Jitters"                    | Que Mala Niñera                    | Jim Ryan                       | 13 de octubre de 1984    |
| 12  | "The Fix-Up, Foul-Up"               | Panteras Al Rescate                | Lane Raichert                  | 13 de octubre de 1984    |
| 13  | "Joking Genie"                      | El Genio Bromista                  | Denis Higgins                  | 20 de octubre de 1984    |
| 14  | "Panky's Pet"                       | La Mascota De Panky                | Glenn Leopold                  | 20 de octubre de 1984    |
| 15  | "Punkin's Home Companion"           | El Compañero De Punky              | Jim Ryan                       | 27 de octubre de 1984    |
| 16  | "Insanity Claus"                    | Pobre Santa Claus                  | Lane Raichert                  | 27 de octubre de 1984    |
| 17  | "Rocko's Last Round"                | El Último Round De Rocko           | Glenn Leopold                  | 3 de noviembre de 1984   |
| 18  | "Sleeptalking Chatta"               | Chatta Sonámbula                   | John Semper y Cynthia Friedlob | 3 de noviembre de 1984   |
| 19  | "Pink Shrink"                       | Encogieron A La Panterita          | Dennis Higgins                 | 11 de noviembre de 1984  |
| 20  | "The Pink Link"                     | El Eslabón Rosa                    | Glenn Leopold                  | 11 de noviembre de 1984  |
| 21  | "Anney's Invention"                 | El Invento De Annie                | Jim Ryan                       | 18 de noviembre de 1984  |
| 22  | "Panky and the Angels"              | Panky Y Los Ángeles                | Glenn Leopold                  | 18 de noviembre de 1984  |
| 23  | "Arabian Frights"                   | Panky Y Los 40 Ladrones            | John Bates                     | 25 de noviembre de 1984  |
| 24  | "Brothers Are Special"              | Los Hermanos Son Especiales        | Dennis Higgins                 | 25 de noviembre de 1984  |
| 25  | "A Hard Day's Knight"               | Aventura En El Castillo            | Lane Raichert                  | 1 de diciembre de 1984   |
| 26  | "Mister Money"                      | Negocios Riesgosos                 | John Bates                     | 1 de diciembre de 1984   |

## Voces
- Billy Bowles - Pinky
- B.J. Ward - Panky/Punkin
- Sherry Lynn - Chatta
- Frank Welker - Rocko/Finko
- Shane McCob - Murfel
- Jeannie Elias - Annie/Liona
- Marshall Efron - Howl

## Episodios en línea
La serie completa se transmite en Youtube bajo licencia de Metro-Goldwyn-Mayer.
- Datos: Q2572131